# Торро Флор, Мария Тереса
Мария Тереса Торро Флор (исп. María Teresa Torró Flor; род. 2 мая 1992 года в Вильене, Испания) — испанская теннисистка; победительница четырёх турниров WTA (один — в одиночном разряде); финалистка одного юниорского турнира Большого шлема в парном разряде (Открытый чемпионат Франции-2010).

## Общая информация
Мария-Тереса — одна из двух дочерей Франсиско Торро и Мариты Тересы Флор; её сестру зовут Ана.
Испанка в теннисе с четырёх лет. Любимое покрытие — грунт, лучший удар — форхенд.

## Спортивная карьера
Начало карьеры

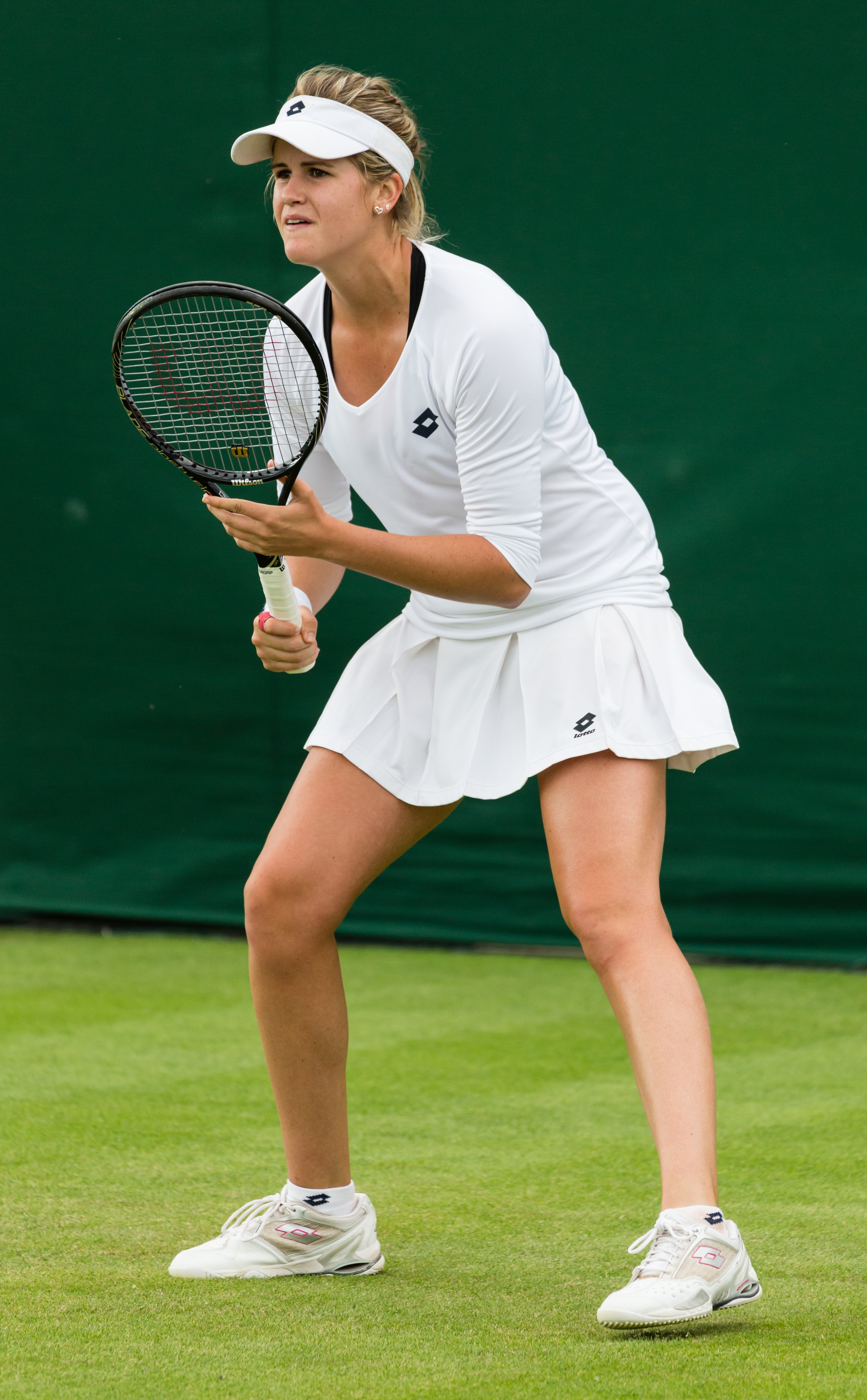
Торро-Флор на Уимблдонском турнире 2013 года

Первый титул на турнирах ITF Мария-Тереса выигрывает в 2008 году. В апреле 2009 года, получив специальное приглашение организаторов, в возрасте 17-ти лет она дебютирует в основных соревнованиях WTA-тура, сыграв на грунтовом турнире в Марбелье. В мае в паре с Ларой Арруабарреной она выходит в финал юниорского Открытого чемпионата Франции. В апреле 2011 года она выиграла турнир ITF с призовым фондом 25 000 долларов. В июне она подряд выигрывает еще два 25-тысячника и один 50-тысячник. Набрав хорошую форму, Торро-Флор в июле выигрывает два турнира ITF с призовым фондом 100 тысяч долларов: в Бухаресте и Оломоуце. Таким образом летом 2012 года она смогла выиграть 30 встреч подряд на пяти турнирах. В мировом рейтинге, благодаря победной серии испанка поднимается из четвёртой сотни в начало второй, вплотную приблизившись к Топ-100. В самом конце сезона ей удается туда попасть и по итогам 2012 года она заняла 99-ю строчку.
В начале 2013 года Торро-Флор выиграла парный трофей турнира в Хобарте (в альянсе с Гарбиньей Мугурусой). Это титул стал для нее дебютным на основных соревнованиях WTA. В январе также состоялся её дебют в основных соревнованиях на турнирах серии Большого шлема. На Открытом чемпионате Австралии она в первом раунде проиграла Бояне Йовановски. В феврале Мария-Тереса сыграла первые матчи за Сборную Испании в розыгрыше Кубка Федерации. На турнире в Боготе она проходит в четвертьфинал. На Открытом чемпионате Франции она выходит во второй раунд, где проигрывает Сабине Лисицки. Такой же результат она показывает на Уимблдонском турнире, где её остановила Доминика Цибулкова. На Открытом чемпионате США Торро-Флор вновь преодолевает первый раунд в лице Марины Эракович, а во втором проигрывает 4-й ракетке мира Агнешке Радваньской. В сентябре она выходит в полуфинал турнира в Ташкенте. По итогам 2013 года заняла 65-е место в рейтинге.
В марте 2014 года на турнире в Индиан-Уэллсе в матче второго раунда Мария-Тереса обыграла представительницу Топ-10 Анжелику Кербер, но в следующем раунде проиграла уже сама. В апреле в Марракеше она смогла завоевать первый в карьере личный титул на турнирах WTA. В финале представительница Испании обыгрывает Ромину Опранди 6-3, 3-6, 6-3. На Открытом чемпионате Франции Торро-Флор впервые проходит в третий раунд, обыграв Клару Коукалову и Магдалену Рыбарикову. Пройти дальше ей не позволила 4-я ракетка мира на тот момент Симона Халеп. На Уимблдоне она в первом раунде уступает Винус Уильямс 4-6, 6-4, 2-6. В июле совместно с Андреей Клепач берёт парный титул соревнований в Бостаде. На Открытом чемпионате США выбывает уже на старте. В сентябре Торро-Флор выходит в четвертьфинал в Гуанчжоу.
2015-16
На Открытом чемпионате Австралии Торро-Флор в первом раунде проиграла Винус Уильямс. В феврале она выигрывает парный титул на турнире в Акапулько в дуэте с Ларой Арруабарреной. Опустившись в рейтинге в середину второй сотни, в мае она побеждает на 50-тысячнике ITF Сен-Годенсе. На Открытом чемпионате Франции испанская теннисистка в первом раунде проигрывает Виктории Азаренко, зато в парных соревнованиях, выступая с Сильвией Солер-Эспиносой смогла дойти до четвертьфинала. В июле она вышла в четвертьфинал турнира во Флорианополисе. В августе сумела победить на 75-тысячнике ITF в Праге. Сезон она завершает впервые за четыре года за пределами первой сотни.

## Рейтинг на конец года
| Год  | Одиночный рейтинг | Парный рейтинг |
| 2016 | 460               | 749            |
| 2015 | 127               | 65             |
| 2014 | 89                | 98             |
| 2013 | 65                | 155            |
| 2012 | 99                | 857            |
| 2011 | 459               |                |
| 2010 | 258               | 426            |
| 2009 | 517               |                |
| 2008 | 1 017             |                |

## Выступления на турнирах

### Финалы турнировWTAв одиночном разряде (1)

#### Победы (1)
| Легенда:                    |
| --------------------------- |
| Турниры Большого Шлема (0)  |
| Олимпиада (0)               |
| Итоговый чемпионат года (0) |
| Premier Mandatory (0)       |
| Premier 5 (0)               |
| Premier (0)                 |
| International (1+3)         |

| Титулы по покрытиям | Титулы по месту проведения матчей турнира |
| ------------------- | ----------------------------------------- |
| Хард (0+2)          | Зал (0)                                   |
| Грунт (1+1)         | Зал (0)                                   |
| Трава (0)           | Открытый воздух (1+3)                     |
| Ковёр (0)           | Открытый воздух (1+3)                     |

| №  | Дата           | Турнир            | Покрытие | Соперница в финале | Счёт        |
| 1. | 27 апреля 2014 | Марракеш, Марокко | Грунт    | Ромина Опранди     | 6-3 3-6 6-3 |

### Финалы турнировWTA 125иITFв одиночном разряде (22)

#### Победы (18)
| Легенда:                   |
| -------------------------- |
| WTA 125 (0)                |
| 100.000 USD (2)            |
| 80.000 (75.000*) USD (1)   |
| 60.000 (50.000*) USD (2+1) |
| 25.000 USD (7+1)           |
| 15.000 (10.000*) USD (6+3) |

* призовой фонд до 2017 года
| Титулы по покрытиям | Титулы по месту проведения матчей турнира |
| ------------------- | ----------------------------------------- |
| Хард (1)            | Зал (0)                                   |
| Грунт (17+5)        | Зал (0)                                   |
| Трава (0)           | Открытый воздух (18+5)                    |
| Ковёр (0)           | Открытый воздух (18+5)                    |

| №   | Дата            | Турнир                          | Покрытие | Соперница в финале       | Счёт        |
| 1.  | 14 декабря 2008 | Беникарло, Испания              | Грунт    | Эшли Вейнхольд           | 6-4 1-6 7-5 |
| 2.  | 18 октября 2009 | Анталья, Турция                 | Грунт    | Анна Орлик               | 6-0 6-3     |
| 3.  | 28 февраля 2010 | Мадрид, Испания                 | Грунт    | Джулия Гатто-Монтиконе   | 7-5 3-6 6-4 |
| 4.  | 24 апреля 2011  | Чивитавеккья, Италия            | Грунт    | Анна-Джулия Ремондина    | 6-3 6-4     |
| 5.  | 22 апреля 2012  | Чивитавеккья, Италия            | Грунт    | Юлия Бейгельзимер        | 3-6 7-5 6-2 |
| 6.  | 10 июня 2012    | Злин, Чехия                     | Грунт    | Ясмина Тинич             | 6-1 1-6 6-1 |
| 7.  | 17 июня 2012    | Крайова, Румыния                | Грунт    | Кристина-Андрея Миту     | 6-3 6-4     |
| 8.  | 30 июня 2012    | Рим, Италия                     | Грунт    | Тереза Мрдежа            | 6-3 6-0     |
| 9.  | 22 июля 2012    | Бухарест, Румыния               | Грунт    | Гарбинье Мугуруса-Бланко | 6-3 4-6 6-4 |
| 10. | 29 июля 2012    | Оломоуц, Чехия                  | Грунт    | Александра Каданцу       | 6-2 6-3     |
| 11. | 12 октября 2012 | Сант-Кугат-дель-Вальес, Испания | Грунт    | Эстрелья Кабеса Кандела  | 6-1 6-4     |
| 12. | 17 мая 2015     | Сен-Годенс, Франция             | Грунт    | Яна Чепелова             | 6-1 6-0     |
| 13. | 16 августа 2015 | Прага, Чехия                    | Грунт    | Дениса Аллертова         | 6-3 7-6(5)  |
| 14. | 15 января 2017  | Хаммамет, Тунис                 | Грунт    | Юлия Грабхер             | 6-2 6-2     |
| 15. | 22 января 2017  | Хаммамет, Тунис                 | Грунт    | Александра Дулгеру       | 6-3 — отказ |
| 16. | 18 февраля 2017 | Манакор, Испания                | Грунт    | Анастасия Зарыцкая       | 6-4 6-2     |
| 17. | 11 июня 2017    | Фигейра-да-Фош, Португалия      | Хард     | Сара-Ребекка Секулич     | 6-4 6-2     |
| 18. | 20 августа 2017 | Монтрё, Швейцария               | Грунт    | Дебора Кьеза             | 4-6 6-1 6-2 |

#### Поражения (4)
| №  | Дата             | Турнир              | Покрытие | Соперница в финале     | Счёт        |
| 1. | 21 марта 2010    | Анталия, Турция     | Грунт    | Юлия Майр              | 2-6 1-6     |
| 2. | 24 июля 2010     | Ла-Корунья, Испания | Грунт    | Летисия Костас-Морейра | 6-1 4-6 3-6 |
| 3. | 25 сентября 2010 | Фоджа, Испания      | Грунт    | Лаура Поус-Тио         | 6-3 3-6 4-6 |
| 4. | 12 февраля 2017  | Манакор, Испания    | Грунт    | Изабель Уоллес         | 3-6 6-7(5)  |

### Финалы турнировWTAв парном разряде (4)

#### Победы (3)
| №  | Дата            | Турнир             | Покрытие | Партнёрша                | Соперницы в финале                | Счёт               |
| 1. | 12 января 2013  | Хобарт, Австралия  | Хард     | Гарбинье Мугуруса-Бланко | Тимея Бабош Мэнди Минелла         | 6-3 7-6(5)         |
| 2. | 20 июля 2014    | Бостад, Швеция     | Грунт    | Андрея Клепач            | Джоселин Рэй Анна Смит            | 6-1 6-1            |
| 3. | 28 февраля 2015 | Акапулько, Мексика | Хард     | Лара Арруабаррена        | Андреа Главачкова Луция Градецкая | 7-6(2) 5-7 [13-11] |

#### Поражения (1)
| №  | Дата         | Турнир              | Покрытие | Партнёрша     | Соперницы в финале                  | Счёт           |
| 1. | 13 июля 2014 | Бадгастайн, Австрия | Грунт    | Андрея Клепач | Каролина Плишкова Кристина Плишкова | 6-4 3-6 [6-10] |

### Финалы турнировWTA 125иITFв парном разряде (6)

#### Победы (5)
| №  | Дата            | Турнир               | Покрытие | Партнёрша         | Соперницы в финале                    | Счёт              |
| 1. | 9 октября 2010  | Мадрид, Испания      | Грунт    | Лара Арруабаррена | Ирина-Камелия Бегу Елена Богдан       | 6-4 7-5           |
| 2. | 15 января 2017  | Хаммамет, Тунис      | Грунт    | Хлоэ Паке         | Жозефин Буале Юлия Грабхер            | 6-4 6-4           |
| 3. | 21 января 2017  | Хаммамет, Тунис      | Грунт    | Лаура Пигосси     | Кристина Дину Яна Сизикова            | 6-2 6-4           |
| 4. | 17 февраля 2017 | Манакор, Испания     | Грунт    | Ольга Саес Ларра  | Ивонн Кавалье Реймерс Шарлотта Рёмер  | 6-3 6-2           |
| 5. | 27 августа 2017 | Брауншвейг, Германия | Грунт    | Корнелия Листер   | Анастасия Комардина Диана Марцинкевич | 3-6 7-6(5) [11-9] |

#### Поражения (1)
| №  | Дата            | Турнир            | Покрытие | Партнёрша         | Соперницы в финале         | Счёт           |
| 1. | 13 августа 2010 | Коксейде, Бельгия | Грунт    | Лара Арруабаррена | Николь Клерико Юстина Оцга | 7-5 4-6 [6-10] |

## Интересные факты
- В июне — июле 2012 года Мария-Тереса выиграла 30 матчей подряд (включая квалификационные) в рамках профессионального тура, завоевав попутно 5 титулов (включая два титула на 100-тысячниках в Бухаресте и Оломоуце). За эти игры испанкой было проиграно лишь шесть сетов.